# Condado de Andino
El condado de Andino es un título nobiliario español creado por el rey Alfonso XIII en favor de Patricio Aguirre de Tejada y O'Neale-Eulate, general de la Armada, mediante real decreto del 29 de abril de 1902 y despacho expedido el 14 de julio del mismo año.
Su denominación hace referencia a la localidad de Andino, en el municipio de Villarcayo, provincia de Burgos.

## Condes de Andino
|                           | Titular                                     | Periodo                   |
| Creación por Alfonso XIII | Creación por Alfonso XIII                   | Creación por Alfonso XIII |
| ------------------------- | ------------------------------------------- | ------------------------- |
| I                         | Patricio Aguirre de Tejada y O'Neale-Eulate | 1902-1908                 |
| II                        | Alfonso Aguirre y Cárcer                    | 1909-1960                 |
| III                       | Jaime Aguirre de Cárcer y López de Sagredo  | 1961-2003                 |
| IV                        | Alfonso Aguirre de Cárcer y Moreno          | 2003-2009                 |
| V                         | Jaime Aguirre de Cárcer y Moreno            | 2010-hoy                  |

## Historia de los condes de Andino

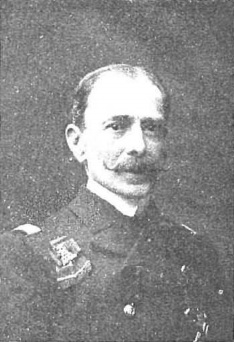
Patricio Aguirre de Tejada, primer conde de Andino. Fotografía de Christian Franzen.

- Patricio Aguirre de Tejada y O'Neale-Eulate (1836-1908), I conde de Andino, general de la Armada, jefe de estudios y secretario particular del rey.[1]

Casó con Amalia de Cárcer y Argüelles. El 19 de febrero de 1909 le sucedió su hijo:
- Alfonso Aguirre y Cárcer (1876-m. Madrid, 13 de noviembre de 1960), II conde de Andino, gentilhombre de cámara del rey, Gran Cruz del Mérito Civil.[1]

Casó con Esperanza López de Sagredo y Andreo. El 2 de diciembre de 1961, previa orden del 24 de julio del mismo año para que se expida la correspondiente carta de sucesión (BOE del 4 de agosto), le sucedió su hijo:
- Jaime Aguirre de Cárcer y López de Sagredo (n. 15 de julio de 1917), III conde de Andino, diplomático, encomienda del Mérito Civil, de la de Isabel la Católica, del Nicham Ifthikhar, de Túnez y de la de Dannebrog (Dinamarca) etc.[4]

Casó con María de la Asunción Moreno y Fraile. El 1 de septiembre de 2003, previa orden del 3 de julio del mismo año para que se expida la correspondiente carta de sucesión (BOE del día 23), le sucedió su hijo:
- Alfonso Aguirre de Cárcer y Moreno (m. Bayona, Pontevedra, 21 de mayo de 2009[6]), IV conde de Andino.

Sin descendientes. El 23 de junio de 2010, previa orden del 16 de abril del mismo año para que se expida la correspondiente carta de sucesión (BOE del 3 de mayo), le sucedió su hermano:
- Jaime Aguirre de Cárcer y Moreno, V conde de Andino.[2]

Casó con María Cabezas y Gutiérrez-Maturana.[cita requerida]